# La Goualante du pauvre Jean
La Goualante du pauvre Jean je píseň Édith Piaf napsaná roku 1954 Marguerite Monnot a René Rouzaudem.

## Píseň
Píseň vypráví o muži jménem Jean, který ač je bohatý chybí mu láska a tu žádná věc nenahradí.
Píseň byla vydána na straně "A" s písní Heureuse a na straně "B" se nacházely písně Sœur Anne a Johnny, tu n'es pas un ange.

### Coververze
Francouzsky
- 1954 – Philippe Clay album Le Noyé Assassiné - 1
- 1955 – Yves Montand
- 1956 – Line Renaud album Line Renaud Chante 14 Belles Chansons
- 1959 – Patachou album N° 7
- 1966 – Jacqueline François album Jacqueline François
- 1974 – Daniel Guichard album Daniel Guichard chante Édith Piaf
- 1977 – Catherine Ribeiro album Le Blues De Piaf
- 1993 – Mireille Mathieu album Mireille Mathieu chante Piaf

Anglicky
- 1956 – Les Baxter & His Orchestra s názvem The Poor People of Paris
- 1959 – Vicki Benet s názvem The Poor People of Paris album Vicki Benet À Paris
- 1962 – Dean Martin s názvem The Poor People of Paris album French Style
- 1965 – Bing Crosby a Rosemary Clooney s názvem The Poor People of Paris album That Travelin' Two-Beat
- 1997 – Eddie Cochran s názvem The Poor People of Paris album Rockin' It Country Style (verze z roku 1955)

Dánsky
- 1991 – Kirsten Siggaard s názvem Hør En Sang Om Stakkels Jean album Piaf

Norsky
- 1956 – Kurt Foss a Reidar Bøe s názvem Stakkars Jean
- 1956 – Arne Bendiksen s názvem Baker Jensens melodi
- 2002 – Britt-Synnøve Johansen s názvem Stakkars Jean sin klagesang»

Česky

Roku 2003 nazpívala tuto píseň s českým textem Jiřího Dědečka s názvem Chudák Jan zpěvačka Světlana Nálepková na album Nelituj.
Druhou verzi s názvem Honza, co má pech nazpívala roku 2007 na albu Život je velký kolotoč šansoniérka Marta Balejová. Tento text si napsala sama interpretka.